# 하치노헤역
하치노헤역(八戸駅, はちのへえき 하치노헤에키[*])은 일본 아오모리현 하치노헤시에 있는 동일본 여객철도 소속 철도역이며, 도호쿠 신칸센, 아오이모리 철도선의 정차역이자, 하치노헤 선의 종착역이다. 승강장 구조는 신칸센 2면 4선, 재래선 3면 5선의 구조이다.

## 타는 곳

### 아오이모리 철도선･기존선
| 1·2     | ■ 하치노헤 선       |        | 혼하치노헤 · 사메 · 구지 방면               |
| 2·3·4·5 | ■ 아오이모리 철도선 | (상행) | 미사와 · 아오모리 방면                      |
| 2·3·4·5 | ■ 아오이모리 철도선 | (하행) | 메토키 · IGR 이와테 은하 철도 모리오카 방면 |

### 신칸센
| 11·12 | ■도호쿠·홋카이도 신칸센 | (상행) | 모리오카 ・센다이・도쿄 방면     |
| 13·14 | ■도호쿠·홋카이도 신칸센 | (하행) | 신아오모리·신하코다테호쿠토 방면 |

## 인접 역
| 동일본 여객철도 도호쿠 신칸센     | 동일본 여객철도 도호쿠 신칸센 | 동일본 여객철도 도호쿠 신칸센  |
| --------------------------------- | ----------------------------- | ------------------------------ |
| 니노헤 도쿄 방면                  | 하야테, 하야부사(1일 1열차)   | 시치노헤토와다 신아오모리 방면 |
| 동일본 여객철도 하치노헤 선       |                               |                                |
| 시·종착역                         | 보통                          | 나가나와시로 구지 방면         |
| 아오이모리 철도 아오이모리 철도선 |                               |                                |
| 겐요시 메토키 방면                | 쾌속・쾌속 "시모키타"         | 미사와 아오모리 방면           |
| 기타타카이와 메토키 방면          | 보통                          | 무쓰이치카와 아오모리 방면     |

## 역 주변
- 구시히키하치 만궁
- 하치노헤 시 박물관
- 하치노헤 적십자 병원
- 하치노헤 뉴 타운
- 신하치 온천